# L'Esclavage sexuel
Ne doit pas être confondu avec Esclavage sexuel.
L'Esclavage sexuel (titre en anglais : Sex Slavery) est un essai anarcha-féministe écrit par Voltairine de Cleyre en 1890. Réaction à l'emprisonnement de Moses Harman pour avoir critiqué le viol conjugal, de Cleyre y développe son concept d'« esclavage sexuel », une réflexion sur le rôle des droits sexuels et de reproduction dans le patriarcat, entre autres. 
Il s'agit d'un des premiers ouvrages s'intéressant aux mécanismes institutionnels du patriarcat. Par ailleurs, elle s'y oppose à certaines positions tenues par Goldman sur le rôle et les aspirations des femmes. Par son caractère novateur et la profondeur des réflexions qui y sont développées, il s'agit d'un ouvrage majeur de la pensée anarcha-féministe.

## Histoire
Après avoir critiqué le viol conjugal dans la presse, Moses Harman est arrêté en vertu du Comstock Act, qui interdit la publication de textes « immoraux ». De Cleyre réagit à cette incarcération en publiant ce travail. Elle écrit le texte en 1890.

## Contenu
Influencée par la pensée de Proudhon, elle reprend l'idée que les femmes seraient une sorte de « prolétariat de l'homme », mais développe une réflexion sur les éléments qui asserviraient les femmes. Il s'agirait des lois matrimoniales, des droits paternels, des droits de reproduction, etc. L'ouvrage est l'un des premiers textes s'intéressant aux mécaniques institutionnelles du patriarcat.
L'autrice s'oppose à certaines idées défendues par Goldman, notamment sur la question du mariage, qu'elle ne voit pas comme une situation pouvant être heureuse et passionnée,. Elle s'oppose aussi à Goldman au sujet de l'« envie inhérente d'être mères » que les femmes ressentiraient et n'accepte pas ces positions. Dans un des passages marquants de l'essai, de Cleyre déclare :

« Oui, c'est un adultère lorsque la femme se soumet sexuellement à un homme sans désir de sa part, simplement pour 'le garder vertueux' ou 'le garder à la maison', comme disent certaines femmes.

(Eh bien, si un homme ne m'aime pas et ne se respecte pas assez pour être 'vertueux' sans me prostituer, il peut partir, et bon vent. Il n'a aucune vertu à préserver.)

Et c'est un viol lorsqu'un homme s'impose sexuellement à une femme, qu'il soit ou non autorisé à le faire par la loi sur le mariage. »

## Postérité
L'ouvrage et les thèses qui y sont développées font considérer de Cleyre comme l'une des figures majeures et plus grandes théoriciennes du mouvement anarcha-féministe.